# Balçılı (Göygöl)
Balçılı è un comune dell'Azerbaigian situato nel distretto di Göygöl. Conta una popolazione di 1.945 abitanti.